# Glyphesis taoplesius
Glyphesis taoplesius là một loài nhện trong họ Linyphiidae.
Loài này thuộc chi Glyphesis. Glyphesis taoplesius được Jörg Wunderlich miêu tả năm 1969.